# Santa Maria dell'Anima
Santa Maria dell'Anima ou Igreja de Nossa Senhora da Alma é uma igreja na região central de Roma, Itália, a oeste da Pizza Navona e perto da igreja de Santa Maria della Pace. Foi fundada no século XIV por mercadores holandeses que, na época, eram súditos do Sacro Império Romano-Germânico. No século XV, tornou-se a igreja nacional de todo o império em Roma e, por herança, a igreja nacional da Alemanha em Roma.
De acordo com a tradição, a igreja recebeu seu nome por causa da imagem de Nossa Senhora que ilustra seu brasão, a Virgem entre duas almas. Entre as obras de arte abrigadas na igreja estão a "Sagrada Família", de Giulio Roma. Estão enterrados ali o papa Adriano VI, que era holandês, e os cardeais Willem van Enckenvoirt e André da Austria.

## História

### Séculos XIV e XV
Santa Maria dell'Anima é uma das muitas instituições de caridade medievais construídas para ajudar os peregrinos em Roma. A igreja remonta ao ano de 1350, quando Johannes (Jan) e Katharina Peters de Dordrecht compraram três casas no local e as transformaram num albergue para peregrinos enfermos durante o Jubileu de 1350. É possível que Jan Peters tenha sido um comerciante holandês ou um soldado papal e Dordrecht estava localizada na região que mais tarde se tornaria os Países Baixos (Holanda). Eles batizaram o albergue de "Beatae Mariae Animarum" ("Santa Maria das Almas"). No século XV, as instalações foram ampliadas para servir também de hotel para visitantes de todo o Sacro Império, embora inicialmente os ocupantes fossem majoritariamente oriundos dos Países Baixos. A partir de meados do século XV, começaram a chegar os peregrinos da Renânia.
A fundação do albergue para os enfermos foi confirmada por uma bula do papa Bonifácio IX, de 9 de novembro de 1399, que concedeu indulgências ao estabelecimnento. Em 21 de maio de 1406, o papa Inocêncio VII, em sua bula Piae Postulatio, declarou o complexo livre todas as influências e o colocou sob seu controle direto. Em 1418, o albergue foi agraciado com o legado de seu segundo fundador, Diedrich de Niem.
Os papas do século XV, com exceção do papa Sisto IV, demonstraram enorme gratidão ao albergue. Em 1431, uma igreja foi construída no local da capela que servia aos hóspedes (consagrada pelo papa Eugênio IV em 1444) e a comunidade foi reunida com o albergue para enfermos alemão de Santo André, que havia sido fundado em 1372 pelo padre Nicolau de Colônia. Nos séculos XV e XVI, Santa Maria dell'Anima tornou-se o principal centro nacional e religioso, além de cemitério, de todo o Sacro Império Romano-Germânico.

### Séculos XVI e XVII
Johann Burchard, de Estrasburgo, juntou-se à Confraternidade de Santa Maria dell'Anima e ascendeu ao posto de provost no final do século XV. Já no cargo, ele decidiu reconstruir a igreja para o Jubileu de 1500 e o resultado é a igreja moderna, cujo estilo renascentista deve sua influência a Bramante. A obra foi custeada com doações coletadas na comunidade germânica entre 1499 e 1522 e o edifício foi construído exatamente sobre a igreja antiga, de 1431, e foi decorada pelos grandes artistas da época.
Obra do arquiteto Andrea Sansovino, Santa Maria é uma igreja-salão típica da Europa Setentrional e uma raridade entre as muitas igrejas italianas em Roma. A fachada foi concluída por Giuliano da Sangallo em 1522, mas a nova igreja só foi consagrada em 25 de novembro de 1542.

### Séculos XVIII e XIX
Durante a ocupação napoleônica, a igreja foi saqueada e a sacristia, utilizada como estábulo. Em 1844, a (nova) comunidade belga se mudou para a Igreja de São Juliano dos Flamengos. Em 1859, influenciada pelo nacionalismo da época, a Confraternidade foi transformada num seminário alemão e assumiu o nome de Collegio Teutonico di Santa Maria dell'Anima. Os católicos holandeses mantiveram Santa Maria como sua igreja nacional, mas, depois de prolongados conflitos, abandonaram-na em 1939 (desde 1992, a igreja nacional holandesa é Santi Michele e Magno, perto do Vaticano).

## Interior
Entre os tesouros artísticos da igreja estão (em ordem cronológica):
- Uma peça-de-altar de Giulio Romano (1521/2) para a família Fugger representando a "Sagrada Família e doadores" (Marco e Giacomo Fugger).
- O monumento funerário do papa Adriano VI (1459–1523), encomendado por seu amigo, o cardeal Willem van Enckevoirt e projetada em parte por Baldassare Peruzzi.
- Uma peça-de-altar (1532) de Lorenzetto.
- O monumento funerário do cardeal Willem van Enckevoirt (1464–1534), bispo de Tortosa e Utrecht. Obra de Giovanni Mangoni, originalmente ficava perto do monumento de Adriano VI, mas foi movido para seu local atual, perto da entrada principal, em 1575.
- Uma "Deposição da Cruz" (1550) de Francesco Salviati
- Uma pintura de Girolamo Siciolante da Sermoneta.
- O monumento funerário do cardeal André da Áustria (1558–1600).
- "Milagres de São Benno" e "Martírio de São Lamberto" (1618), de Carlo Saraceni.

No pátio interno estão abrigados ainda diversos fragmentos antigos encontrados no local.

## Galeria

Imagens da igreja
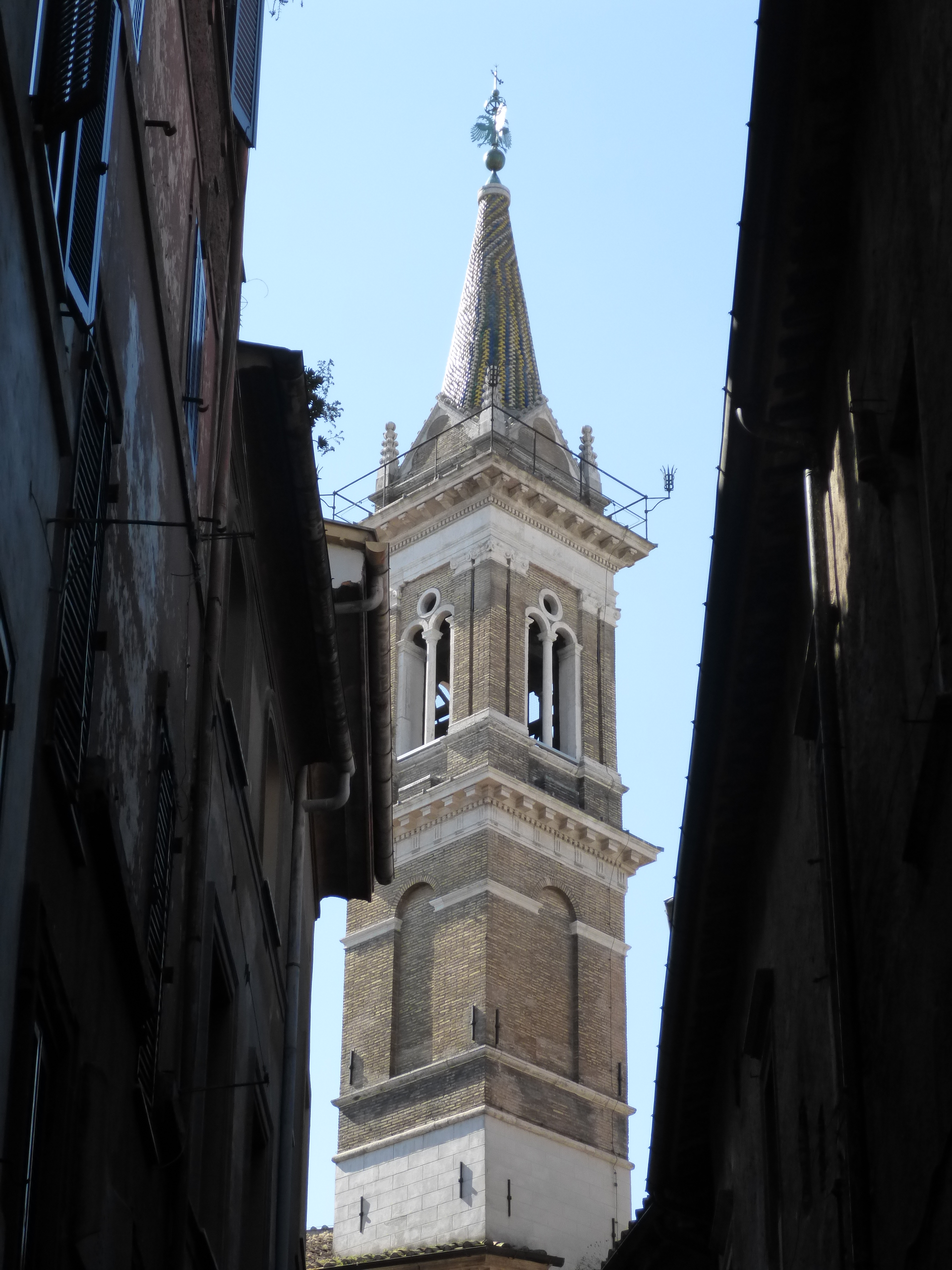
Campanário
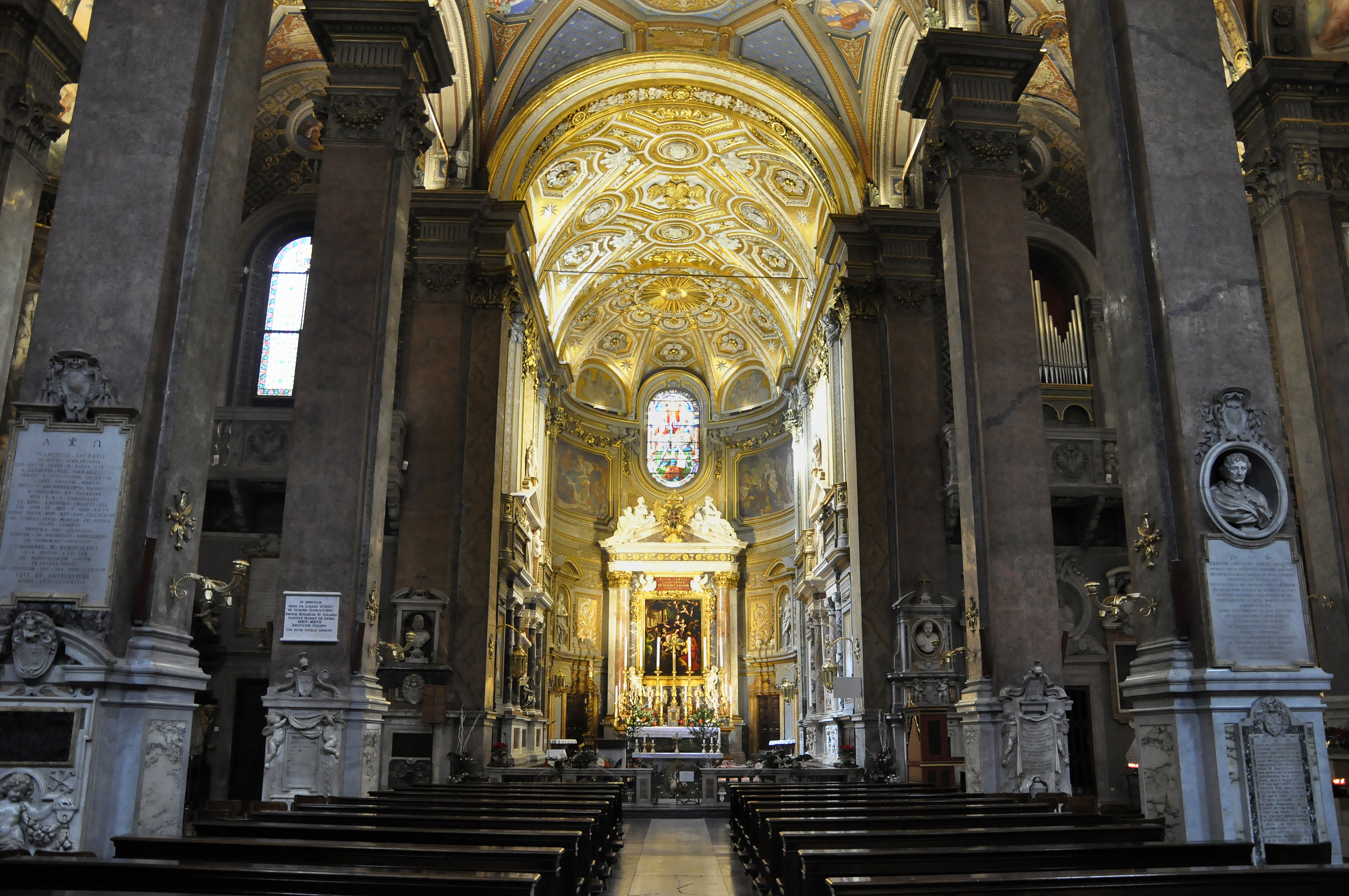
Vista do interior, uma igreja-salão
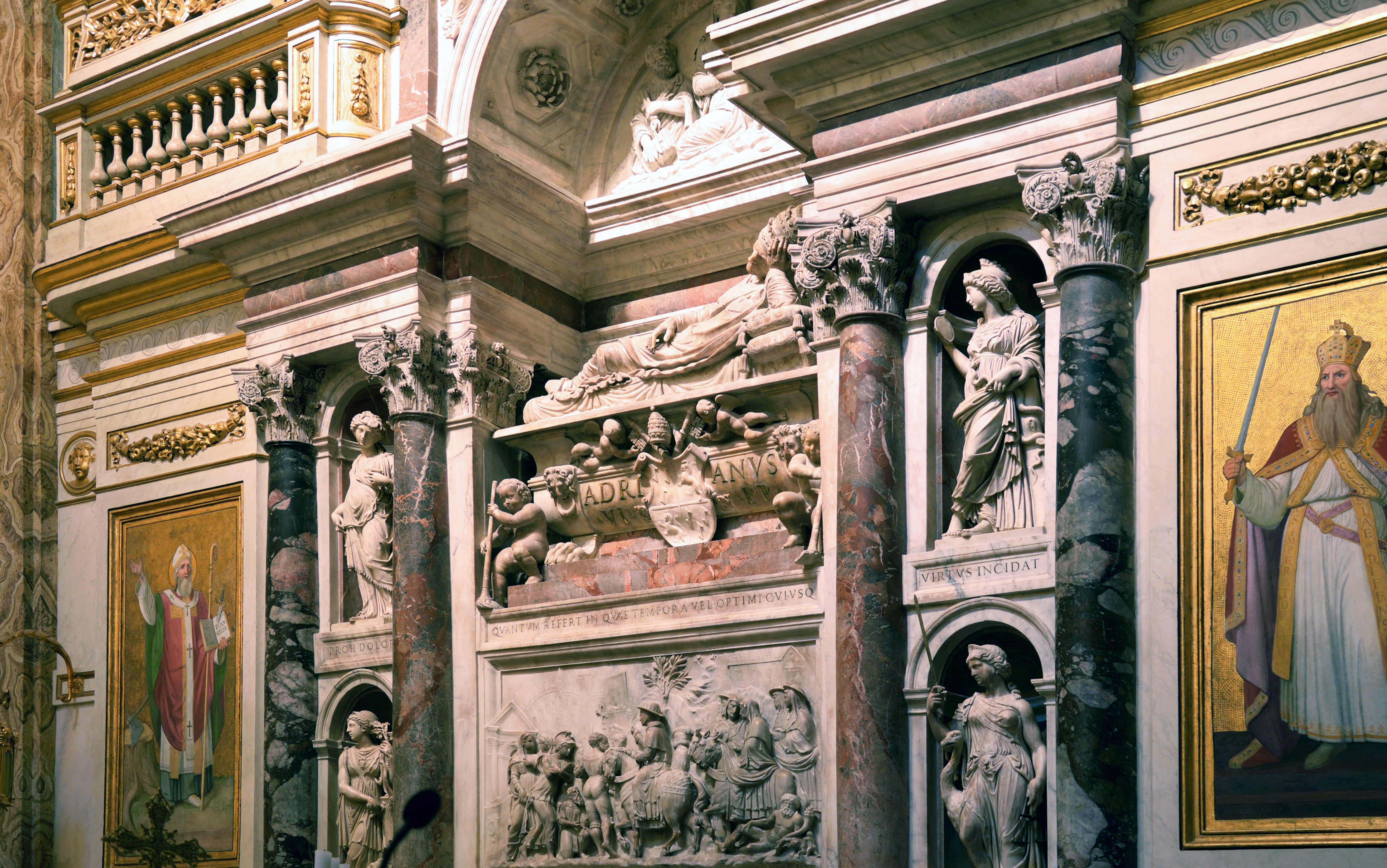
Túmulo do Papa Adriano VI
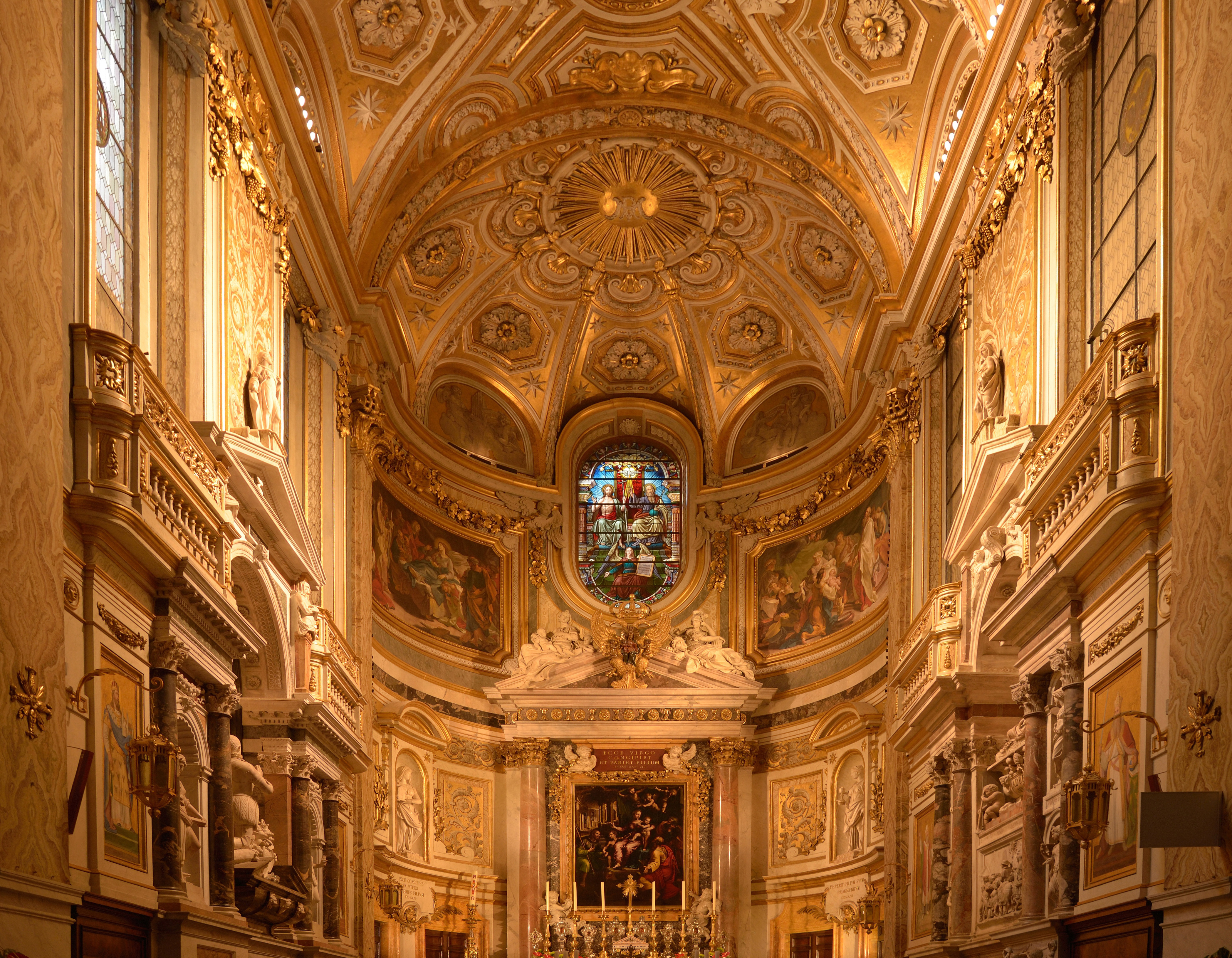
Altar-mor e o interior da abside
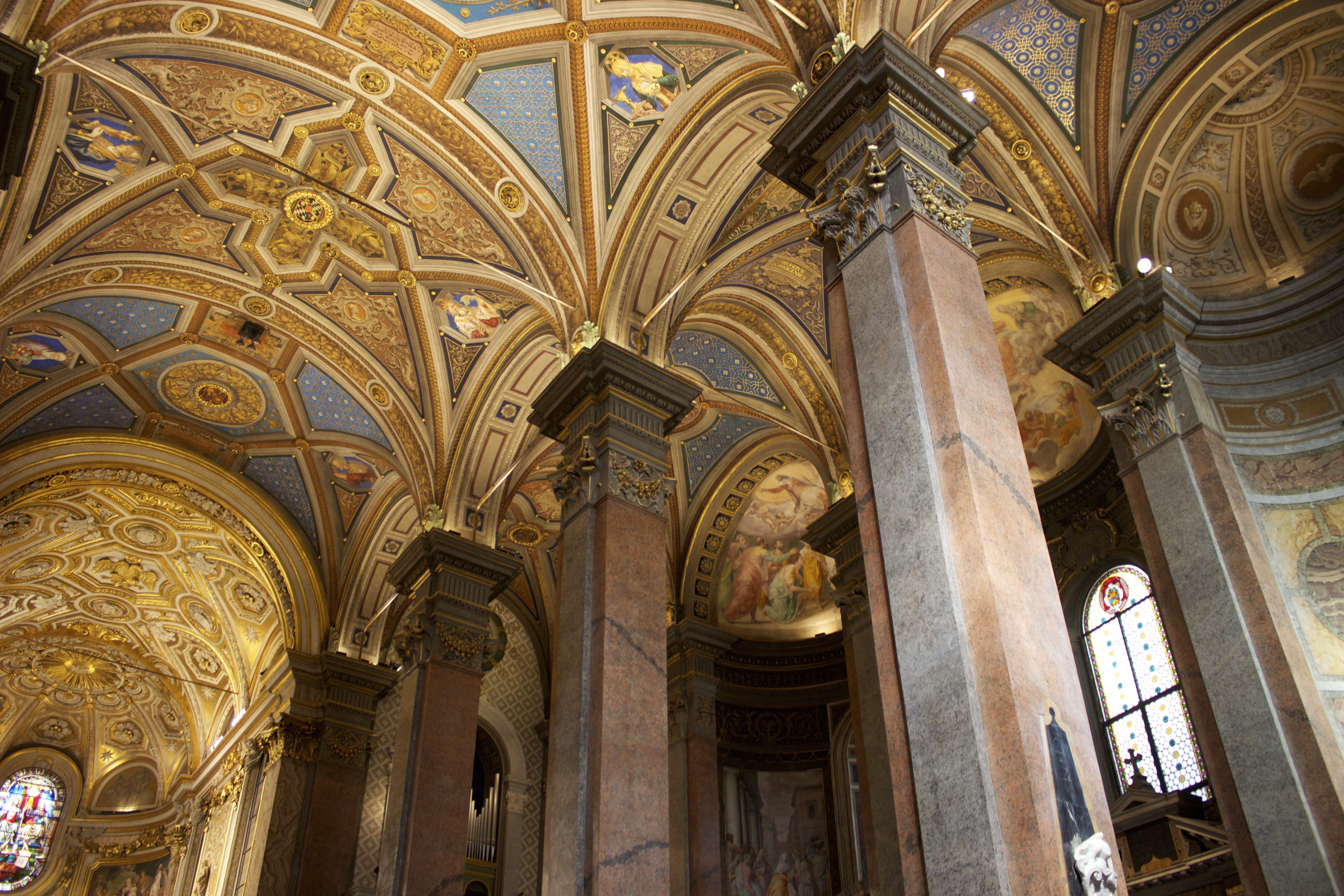
Vista do teto
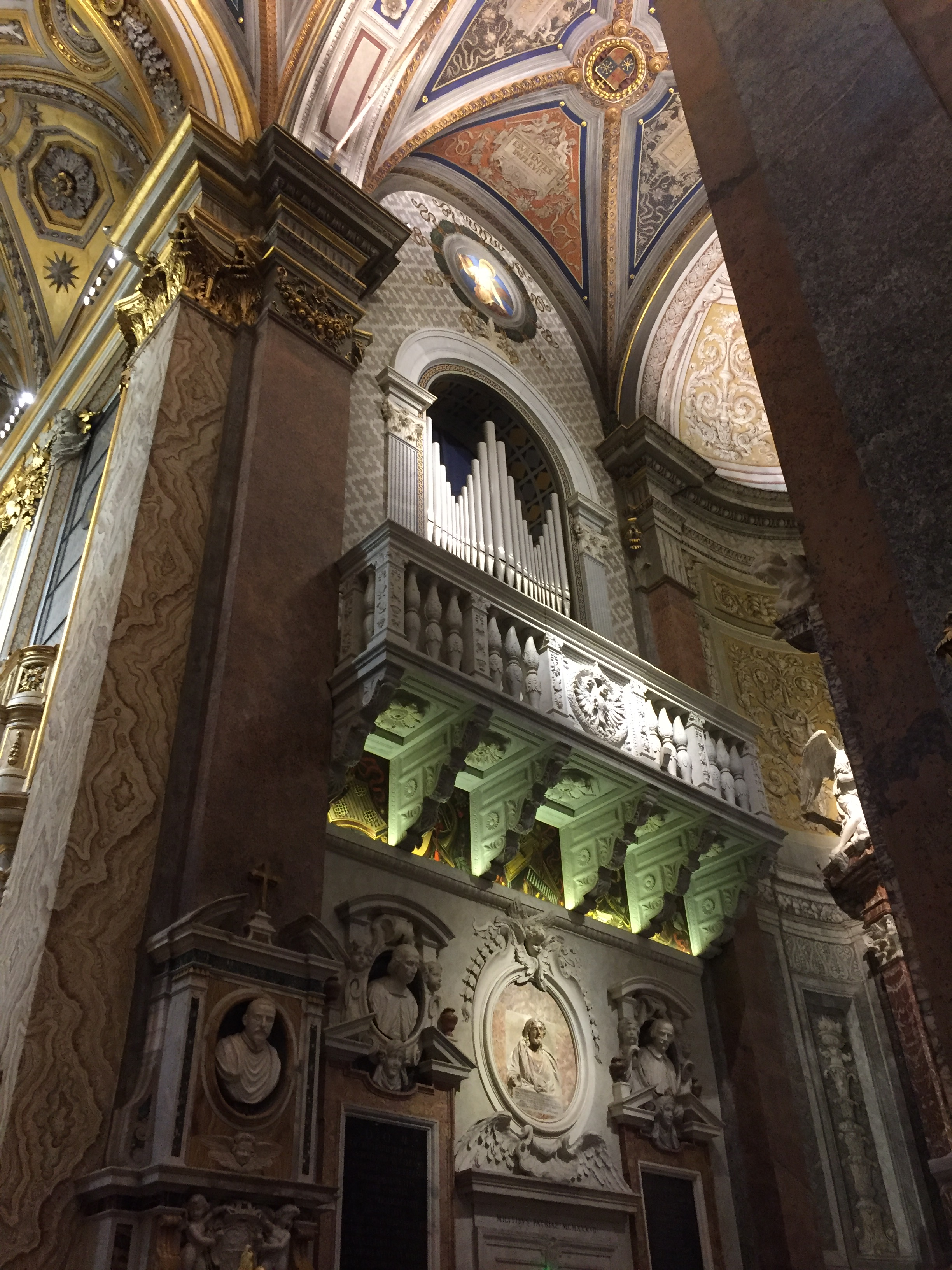
órgão